# Gypona platona
Gypona platona är en insektsart som beskrevs av Delong 1981. Gypona platona ingår i släktet Gypona och familjen dvärgstritar. Inga underarter finns listade i Catalogue of Life.